# Внимание! В городе волшебник!
«Внимание! В городе волшебник!» — советская эксцентрическая сказка режиссёра Владимира Бычкова. Экранизация повести Виктора Витковича и Григория Ягдфельда «Кукольная комедия». Полнометражный мультипликационно-игровой фильм, поставленный совместно киностудиями «Беларусьфильм» и «Союзмультфильм» в 1963 году. Премьера состоялась 27 августа 1964 года.

## Сюжет
Действие фильма происходит в добром и весёлом сказочном городе. Среди жителей этого города попадаются плохие люди, думающие только о себе и доставляющие всем неприятности и неудобства; они позволяют себе делать работу спустя рукава. Бессовестный частный доктор-шарлатан Кракс прописывает больной девочке Тате бесполезное дорогостоящее лекарство. Соседский мальчик Вася нарочно не даёт ей уснуть, громко играя в коридоре мячом.
Городской волшебник превращает нерадивых людей в кукол и продаёт их среди обычных игрушек в своём магазине. Три заколдованных куклы — ленивый повар, Вася и управдом-неваляшка Мария Ивановна — встречаются в комнате Таты. Услышав от микстур и лекарств вердикт, что время упущено, и теперь девочке может помочь только кукарекуин — сделанное из утренних криков петухов средство для полоскания горла, — куклы решают отправиться к Краксу, а затем в аптеку за чудотворным средством. В пути им помогает ещё одна заколдованная кукла — шофёр такси, Валентина.
Благодаря вмешательству кукол Тата встаёт на ноги. Волшебник возвращает им человеческий облик, а безнадёжный доктор Кракс превращается в надувного резинового уродца, который тут же лопается.

## В ролях
- Михаил Яншин — доктор Кракс
- Михаил Жаров — повар
- Ольга Порудолинская — бабушка Таты
- Дмитрий Орлов — аптекарь
- Эмилия Трейвас — Мария Ивановна, управдомша
- Александр Орлов — волшебник
- Владимир Поночевный — милиционер
- Тамара Малкова — Тата
- Саша Веденеев — Вася (озвучивание — Мария Виноградова)

## Съёмочная группа
- Художественный руководитель: Сергей Скворцов
- Авторы сценария: Виктор Виткович, Григорий Ягдфельд
- Режиссёр-постановщик: Владимир Бычков
- Оператор-постановщик: Михаил Кожин
- Художник-постановщик: Валерий Левенталь
- Художник по куклам: Анатолий Курицын
- Композитор: Никита Богословский
- Режиссёр: Н. Савва
- Звукооператор: М. Вольхина
- Операторы комбинированных съёмок: В. Рылач, А. Шик
- Художник-гримёр: Г. Храпуцкий
- Художник по костюмам: В. Кавецкая
- Монтаж: С. Ефимовой, А. Коляденко
- Редактор: Л. Фадеева
- Мультипликаторы: Юрий Норштейн, Лев Жданов, Вячеслав Шилобреев
- Оркестр главного управления художественный кинематографии
  - Дирижёр: Никита Богословский
- Директор картины: В. Поршнев

## Отличия от книги
Фильм, по сравнению с повестью, очень упрощён и представлен в театральной стилистике: шаржированный фасад и интерьер кафе-автомата, где работал повар, и не менее шаржированные интерьеры квартиры Таты и аптеки. Сюжет разворачивается в воображении мальчика, который читает книжку. Основное внимание в фильме акцентировано на кукольной мультипликации.
- В фильме город, где происходят события, упоминается как «совсем такой, в каком живёшь ты, читатель, и в то же время не совсем такой», в то время как в книге это Москва. В тексте упоминаются реальные места, вроде Патриарших прудов.
- В фильме за Татой ухаживает её бабушка, а в книге — мама.
- В фильме девочку Лилю, живущую по соседству с Татой и играющую на рояле, заменили на мальчика Васю, который громко играл в мяч.
- Главным отличием является отсутствие шутки в имени волшебника, который в фильме не называется по имени. В книге, когда он звонит в квартиру Таты, и Лиля спрашивает: «Кто там?», Волшебник представляется ей как «Могэс». Лиля впускает его, приняв за монтёра, так как «МОГЭС» или «МГЭС» — так до 1956 года назвалась ГЭС-1.
- В книге управдома зовут Алла Павловна, а в фильме — Мария Ивановна.
- В милицию попадает не только Валентина, но и все остальные куклы.
- В фильме главной целью поисков стал кукарекуин. В книге же он только упоминается пожилым аптекарем, а целью поисков являются аспирин и конфеттин-серпантин, что составляло волшебное лекарство.

Съёмки фильма проходили в Минске. На афишах кинотеатра, в который стоит очередь за билетами, изображена реклама фильма «Внимание! В городе волшебник!» и надпись: «Смотрите в роли доктора Кракса Яншин».